# Michèle Rivasi
Michèle Rivasi (n. 9 februarie 1953, Montélimar, Drôme, Franța – d. 29 noiembrie 2023, Brussel, Comunitatea Francofonă din Belgia⁠(d), Belgia) a fost o politiciană franceză care a fost deputată în Parlamentul European (MEP) din 2009 până la moartea ei în 2023,  pentru Europe Écologie–The Greens.

## Educație și carieră timpurie
Absolventă a École normale supérieure de Fontenay-aux-Roses, Michèle Rivasi a lucrat ca profesoară de biologie. 

## Carieră politică

### Cariera în politica națională
În 1986, Rivasi a înființat Comisia pentru Cercetare Independentă și Informare privind Radioactivitatea în urma dezastrului de la Cernobîl.
Din 1997 până în 2002, Rivasi a fost membră al Adunării Naționale, reprezentând prima circumscripție din Drôme (Valence). În parlament, ea a făcut parte din Comisia de Apărare.  Ea a fost clasificată drept ecologist independentă apropiată de PS, dar mai târziu s-a alăturat Europe Écologie–The Greens.
Din septembrie 2003 până în noiembrie 2004, Rivasi a fost directorul Greenpeace în Franța.

### Membră al Parlamentului European, 2009–2023
În 2009, Verzii au ales-o pe Rivasi să conducă lista Europe Écologie în circumscripția sud-est înaintea alegerilor europene din 2009, pe lângă care a fost asistentă a primarului din Valence și membră al Consiliului General al Drôme.
În parlament, Rivasi a făcut parte din Comisia pentru industrie, cercetare și energie (2009-2014), Comisia pentru mediu, sănătate publică și siguranță alimentară (2014-2019) și Comisia specială pentru procedura de autorizare a pesticidelor a Uniunii Europene (2018). După alegerile din 2019, ea a făcut parte din Comisia pentru dezvoltare și Comisia pentru control bugetar. Din 2010 până în 2011, ea a fost, în special, raportor al Parlamentului pentru măsurile de coordonare a răspunsului european la crizele de sănătate, cum ar fi pandemia de gripă din 2009.   În 2020, ea s-a alăturat și Comitetului special pentru combaterea cancerului.  Din 2021, ea a făcut parte din delegația Parlamentului la Conferința pentru Viitorul Europei. 
În urma alegerilor din 2019, Rivasi a făcut parte dintr-un grup de lucru interpartit responsabil cu elaborarea programului de lucru pe patru ani al Parlamentului European privind digitalizarea. 
Pe lângă misiunile sale în comisii, Rivasi a făcut și parte din delegația Parlamentului la Adunarea Parlamentară Paritară ACP-UE începând din 2009.  Ea a fost, de asemenea, membră a Intergrupului Parlamentului European pentru bunăstarea și conservarea animalelor. 
Înainte de alegerile prezidențiale din Franța din 2017, Rivasi a candidat pentru nominalizarea partidului său la președinție, dar în cele din urmă a pierdut în turul final al primarelor împotriva lui Yannick Jadot.  
În februarie 2019, Rivasi a fost unul dintre cei patru europarlamentari Verzi (ceilalți fiind Molly Scott Cato, Tilly Metz și Thomas Waitz) care au fost arestați temporar după ce au pătruns în Baza Aeriană Kleine Brogel pentru a protesta împotriva prezenței bombelor nucleare B61 americane pe pământul Europei; protestul a urmat retragerii SUA din Tratatul privind forțele nucleare cu rază intermediară (INF) la începutul aceleiași luni. 

## Moarte
Rivasi a murit în urma unui atac de cord la Bruxelles la 29 noiembrie 2023, la vârsta de 70 de ani. 

## Poziții politice
Rivasi s-a descris ca fiind „sceptică la vaccinare”.  Ea a stârnit controverse în iulie 2021 după ce a comparat prelungirea obligației permisului de sănătate anunțată de președintele Macron cu apartheid și mulți oficiali de stânga, inclusiv din partea Verzilor, și-au exprimat indignarea și au criticat-o.  În două rânduri, în 2021, ea a făcut o comunicare către așa-numitul „consiliu științific independent” al site-ului foarte controversat RéinfoCovid, care propagă dezinformări despre vaccinul COVID-19. 
Rivasi a fost un puternic susținător al medicinei alternative și al homeopatiei.  Ea s-a opus conductei planificate Midi-Catalunia (Midcat), care ar dubla mai mult decât cantitatea de gaz care poate fi transportată peste munții Pirinei care se învecinează cu Spania și Franța. 